# فهرست فراورده‌های آرایشی و بهداشتی
فهرستی از محصولات و اقلام آرایشی و بهداشتی:
- اِپُل
- ادکلن
- آستون (پاک‌کننده لاک)
- اسفنج حمام
- اتو
- آفتابه
- آفترشیو (ادکلن پس از اصلاح)
- افشانه مو
  - افشانه تثبیت‌کننده
  - افشانه مدل‌دهنده
- اکلیل
- النگو
- آینه
- برس
  - برس کفش
  - برس لباس
  - برس ناخن
- برق ناخن
- بیگودی
- پاک‌کننده کوتیکل
- پاک‌کننده‌ها
- پرده حمام
- پنبه
- پنکیک صورت
- پودر بچه
- پودر رختشویی
- پودر صورت
- پودر ظرفشویی
- پوشک
- تامپون
- تیغ ریش‌تراشی
- تل سر
- جاروبرقی
- حنا
- حوله
- خط ابرو
- خط چشم
- خمیر ریش
- خمیر دندان
- خودتراش
- دئودورانت (بوزدا)
- دستبند
- دستمال سفره
- دستمال کاغذی
- دستکش
- رژ لب
- رنگ مو
- روغن خوشبو
- رول
- ریمل

1. زیربغل صابونی

- ژل
  - ژل دوش
  - ژل ضد واریس خنک‌کننده
  - ژل لاغری
- سرم ضدچروک
- سرمه
- سشوار
- سفیدکننده (ناخن)
- سوهان ناخن
- شامپو
  - شامپوی حالت‌دهنده
  - شامپو دومنظوره (شامپو و حالت‌دهنده)
- شوینده‌ها
- شیر پوست
- شیرپاک‌کن
- شیشه‌شوی
- صابون

ضد تعریق
- فویل آلومینیومی
- قلم ضدآفتاب
- قیچی
- کاردک مومک‌اندازی
- کاندوم
- کاغذ توالت
- کرم
  - کرم پودر
  - کرم پوشش‌دهنده
  - کرم تغذیه پوست
  - کرم شب
  - کرم ضدآفتاب
  - کرم ضدچروک
  - کرم لطیف‌کننده (پاها)
  - کرم مرطوب‌کننده
  - کرم موزدا یا موبر بدن و صورت (واجبی)
- کش سر
- کف مو (موس، فوم)
- کفشوی
- کیف توالت
- گردگیر
- گردنبند
- گل سر
- گوش‌پاک‌کن
- گوشواره
- گوی جوشان (برای وان حمام)
- لاک ناخن
- لاک‌خشک‌کن (ناخن)
- لایه‌بردار (ناخن)
- لباس زیر
- لوسیون
- ماتیک
- ماسک صورت
- ماسک مو
- ماشین رختشویی
- مایع دستشویی
- مایع ظرفشویی
- مدل‌دهنده‌ها
- مسواک
- موچین
- موم پارافین
- مومک داغ (برای اپیلاسیون)
- مومک سرد (مومک ایرانی)
- ناخن مصنوعی
- ناخنگیر
- نخ دندان
- نرم‌کننده مو
- نوار بهداشتی
- واکس مو
- واکس کفش
- انگشتر
- کانتور